# 9-أمينو أكريدين
9-أمينو أكريدين 9-Aminoacridine هي صبغة عالية الفلور  مستخدمة سريريا كمطهر موضعي وتجريبيا كمادة مطفرة, وكمؤشر للرقم الهيدروجيني pH بين الخلايا.